# 仁保橋 (広島市)
仁保橋（にほばし）は、広島市南区の猿猴川に架かる道路橋である。

## 諸元
- 路線名 : 広島県道187号浜田仁保線
- 橋長 : 408m
- 支間長 : ?m + ?m + ?m = ?m
- 全幅 : 15m
- 幅員 : 歩道?m + 車道?m×2 + 歩道?m = 15m
- 上部工 : 鋼鈑桁橋、プレストレスト・コンクリート桁橋
- 下部工 : RC重力式橋台2基、RCπ型ラーメン橋脚?基
- 基礎工 : 橋台 -  、橋脚 - 井筒基礎

## 概要
東岸の青崎と西岸の仁保（橋名の由来）を結ぶ。上流には広島高速2号線筋の高架橋があり、
下流に国道2号線が通る黄金橋がある。
東詰はかつて国道2号線であった広島県道164号広島海田線からの分岐点付近から始まり、埋立地であるマツダ本社工場をまたいで、西詰は現在の国道2号線に接続する（仁保交差点）長い橋である。なお、近い将来にはこの橋の東詰からさらに県道164号・山陽本線を越えて府中南公民館に至る直通の道ができる予定であるが、完成年度の目処は立っていない。

## 歴史
1964年8月竣工。この橋が架設される以前、猿猴川では東雲から大州に架けられた東大橋より下流には橋がなく、近隣の住民は渡し船か干潮時に徒歩で川を渡るのが一般的であった。仁保橋は仁保地区と対岸の向洋を結ぶ最初の橋となり、また1966年12月7日の新広島バイパス（国道2号線）開通によって、翌年7月の黄金橋架設まで国道2号はこの橋を通ることとなった。
橋とバイパスの完成以前、仁保・東雲などの猿猴川西岸地区（現在の南区の南東部）は蓮田やネギ畑の目立つ半農村地帯であったが、開通以降は市街化が進行し、近郊住宅地として大きく景観が変化していくことになった。

## 周辺施設
- マツダアステック工場
- 淵崎公園
- マツダ本社工場
- マツダE&T本社
- JR向洋駅
- 東雲屋内プール

## 関連文献
- 四国五郎 『広島百橋』春陽社出版、1975年